# Сан-Франсиско-де-Кончос (муниципалитет)
Сан-Франсиско-де-Кончос (исп. San Francisco de Conchos) — муниципалитет в Мексике, штат Чиуауа с административным центром в одноимённом посёлке. Численность населения, по данным переписи 2010 года, составила 3982 человека.

## Общие сведения
Название Conchos дано по одноимённому названию ацтекского племени, проживавшего на этих землях вдоль реки Кончос.
Площадь муниципалитета равна 879 км², что составляет 0,36 % от общей площади штата, а наивысшая точка — 1402 метра, расположена в поселении Серрос-Колорадос.
Он граничит с другими муниципалитетами штата Чиуауа: на севере с Саусильо и Ла-Крусом, на востоке с Камарго, на юге с Альенде, и на западе с Валье-де-Сарагосой.

## Учреждение и состав
Муниципалитет был образован в 1887 году, в его состав входит 62 населённых пункта, самые крупные из которых:
| Код INEGI | Населённый пункт                                                                                        | Численность населения (2005 год) | Численность населения (2010 год) |
| --------- | --- | -------------------------------- | -------------------------------- |
| 058       | Всего                                                                                                   | 2669                             | 2983                             |
| 0008      | Бокилья-де-Бабисас (исп. Boquilla de Babisas (La Boquilla de Conchos)) 27°32′55″ с. ш. 105°24′13″ з. д. | 1143                             | 1185                             |
| 0001      | Сан-Франсиско-де-Кончос (исп. San Francisco de Conchos) 27°35′18″ с. ш. 105°20′03″ з. д.                | 596                              | 644                              |
| 0027      | Ранчо-Нуэво (исп. Rancho Nuevo) 27°37′36″ с. ш. 105°17′52″ з. д.                                        | 198                              | 243                              |
| 0020      | Эль-Молино (исп. El Molino) 27°36′39″ с. ш. 105°18′45″ з. д.                                            | 151                              | 158                              |

## Экономика
По статистическим данным 2000 года, работоспособное население занято по секторам экономики в следующих пропорциях: сельское хозяйство, скотоводство и рыбная ловля — 48,5 %, промышленность и строительство — 16,6 %, сфера обслуживания и туризма — 33,8 %, прочее — 1,1 %.

## Инфраструктура
По статистическим данным 2010 года, инфраструктура развита следующим образом:
- электрификация: 99,1 %;
- водоснабжение: 96,7 %;
- водоотведение: 97,9 %.

## Фотографии
- На въезде в административный центр
- Скульптура рыбака
- Парк Эль-Мирадор на озере Колина